# Berdibek Saparbajew

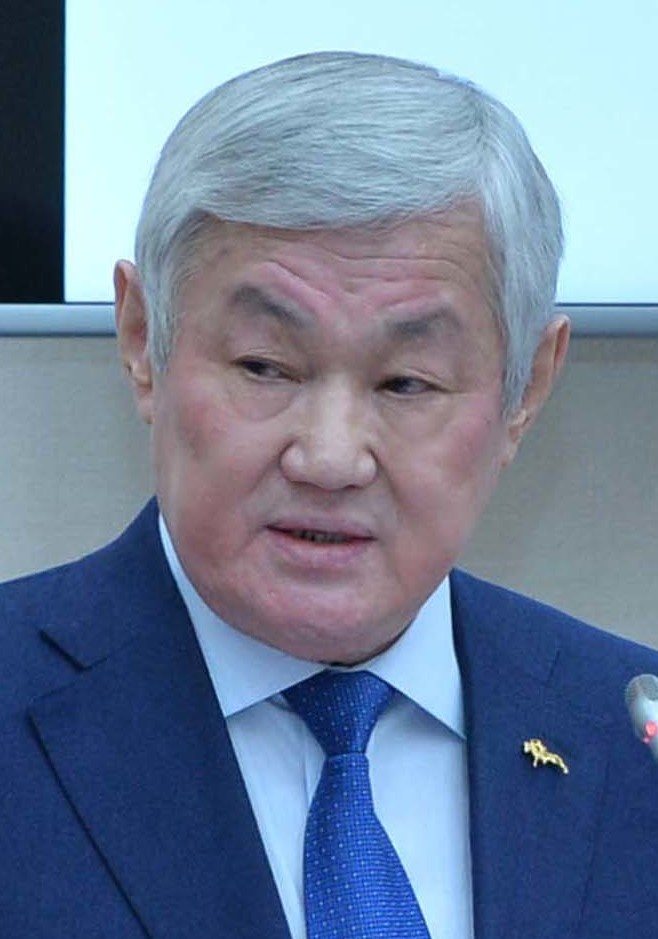
Berdibek Saparbajew, 2020

Berdibek Maschbekuly Saparbajew (kasachisch Бердібек Машбекұлы Сапарбаев Berdıbek Maşbekūly Saparbaev, russisch Бердыбек Машбекович Сапарбаев Berdybek Maschbekowitsch Saparbajew; * 9. Februar 1953 in Talap, Kasachische SSR; † 10. Juni 2023 in Kökschetau) war ein kasachischer Politiker.

## Leben
Saparbajew wurde 1953 im Dorf Talap (heute Bessaryq) im heutigen Audan Schangaqorghan im Gebiet Qysylorda geboren. Von Dezember 1971 bis Oktober 1973 leistete er den Wehrdienst in der sowjetischen Armee ab. Seinen Abschluss machte er 1977 am Institut für Volkswirtschaft in Alma-Ata.
Nach dem Studium arbeitete er zunächst in verschiedenen Positionen im Ministerium für Finanzen der Kasachischen SSR. Ab 1988 war er stellvertretender Minister für Nationale Bildung der Kasachischen SSR, bevor er 1993 Leiter der Abteilung für Finanzen, Arbeit und soziale Sicherheit im Büro des Präsidenten wurde. Von März bis September 1995 war Saparbajew Leiter des Ministerkabinetts der Republik Kasachstan. Im September 1995 wurde er zum Äkim (Gouverneur) des Gebietes Qysylorda ernannt. Diesen Posten übte er fast fünf Jahre lang aus, bevor er am 28. Juli 1999 zum Äkim von Südkasachstan ernannt wurde. Zwischen 2002 und 2006 war er Vorsitzender der kasachischen Zollaufsichtsbehörde, stellvertretender Finanzminister und Vorsitzender des Zollkontrollkomitee des Finanzministeriums. Von 2006 bis 2007 war er stellvertretender Leiter des Büros des Premierministers und von Februar bis August 2007 dann Vizeminister für Wirtschaft und Budgetplanung. Am 27. August 2007 wurde er im Kabinett von Premierminister Kärim Mässimow zum Minister für Arbeit und Sozialschutz ernannt. Vom 4. März 2009 an war er Äkim von Ostkasachstan und seit 11. November 2014 durch ein Dekret des Präsidenten stellvertretender Premierminister Kasachstans. Seit dem 11. September 2015 war er Äkim des Gebietes Aqtöbe.
Nach einem Regierungswechsel Anfang 2019 war er im Kabinett von Asqar Mamin erneut Minister für Arbeit und Sozialschutz. Nach wenigen Monaten als Arbeitsminister wurde er am 20. August 2019 stellvertretender Premierminister. Seit dem 10. Februar 2020 war er Äkim des Gebietes Schambyl, nachdem sein Vorgänger Asqar Myrsachmetow infolge der gewalttätigen Massenunruhen in der Region Qordai entlassen wurde. Dies blieb er bis zum 7. April 2022.

## Persönliches
Berdibek Saparbajew war verheiratet mit seiner Frau Kaldygaischa Saparbajewa. Das Paar hat zusammen drei Kinder, eine Tochter und zwei Söhne. Er stammt eigentlich aus der Familie Nälibajew, den Familiennamen Saparbajew hatte er von seinem Großvater. Er hatte insgesamt sieben Geschwister, vier Brüder und drei Schwestern. Einer seiner Brüder ist Nurlybek Nälibajew, ebenfalls Politiker.